# Rosa foetida
Espèce
Rosa foetida, le Rosier fétide[réf. nécessaire], Rosier jaune de Perse ou Ronce d'Autriche[réf. nécessaire], est une espèce de plantes à fleurs de la famille des Rosaceae. C'est un rosier originaire du piémont du Caucase en Géorgie et naturalisé en Autriche d'où il fut ramené en 1583 par Charles de L'Écluse.

## Description

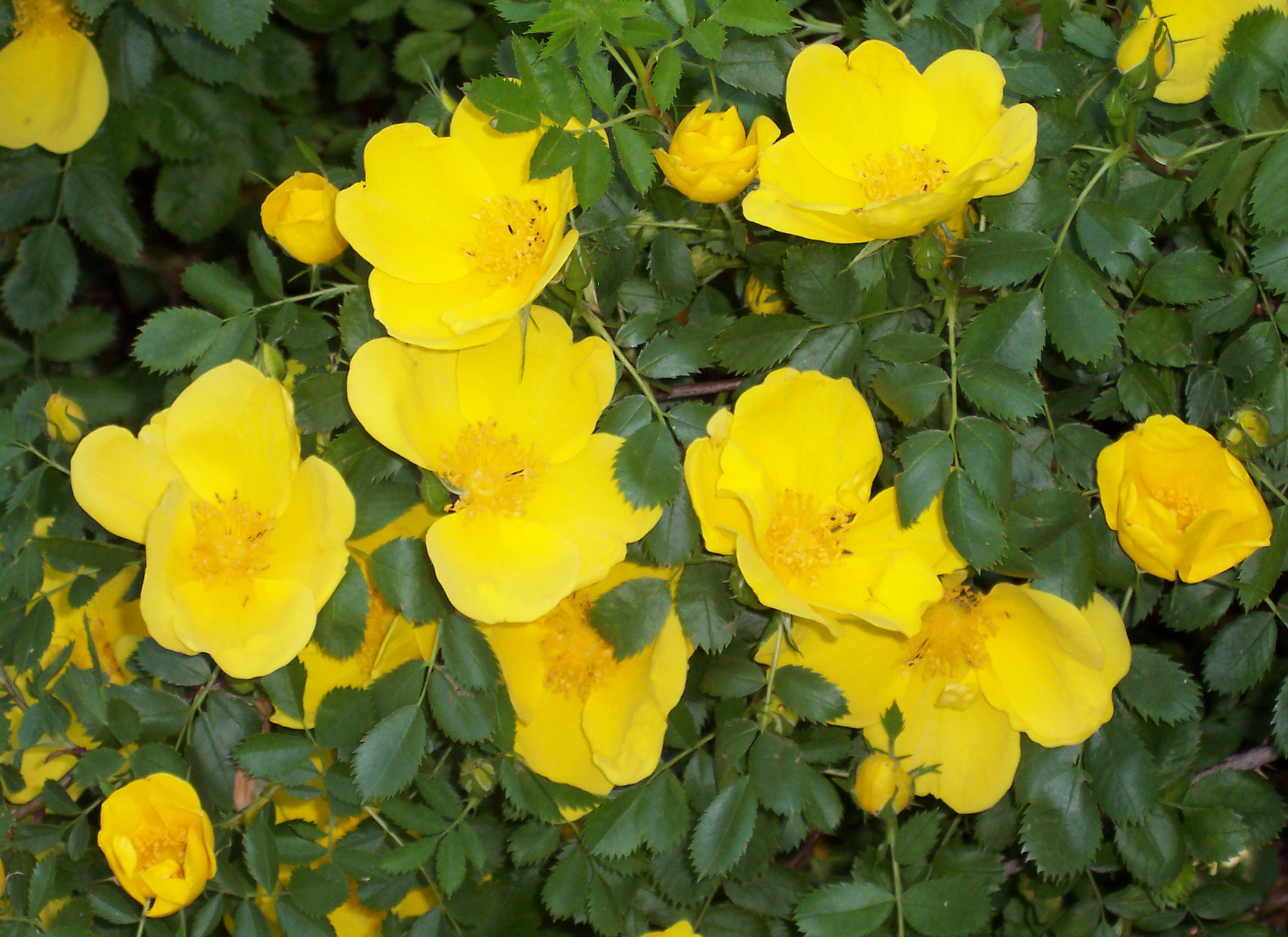
Rosa foetida.

Ses tiges sont brunes et ses feuilles qui ont 5 à 9 folioles sont vert vif avec un revers velu.
Ses fleurs jaune vif exhalant un parfum peu marqué, doux et aigre, que certains trouvent désagréable, d'où le nom de l'espèce.

## Historique
Elle a été cultivée en dehors de son aire d'origine (par exemple, en Grande-Bretagne et aux États-Unis), mais on ne la trouve plus dans les jardins. Elle est particulièrement sensible à la maladie des taches noires.
C'est une rose importante, dans la mesure où elle est l'origine de la couleur jaune dans les hybrides modernes.

## Mutations et hybrides
- Rosa foetida bicolor ou rosier capucine, est une mutation connue avant le XVIe siècle en Asie mineure qui possède des fleurs jaunes à l'extérieur et cuivre à l'intérieur.
- Rosa foetida persiana ou 'Persan Yellow' cultivé depuis longtemps dans les jardins d'Iran, aux fleurs très doubles jaune d'or
- 'Star of Persia', hybride à grandes fleurs semi-doubles jaune d'or[2]
- 'Soleil d'Or' (Rosa foetida × 'Antoine Ducher', 1900), qui fut créé par Joseph Pernet-Ducher.
- 'Le Rêve' ('Souvenir de Madame Eugène Verdier' x Rosa foetida), rosier grimpant par Joseph Pernet-Ducher.
- tous les premiers hybrides jaunes modernes.

## Synonymes
- Rosa chlorophylla Ehrh.[3]
- Rosa bicolor Jacq., 1771[1],[3]
- Rosa eglanteria var. bicolor (Jacq.) DC., 1805[1]
- Rosa eglanteria var. lutea (Mill.) Thory, 1820[1]
- Rosa eglanteria var. punicea (Mill.) Pers., 1806[1]
- Rosa foetida var. bicolor (Jacq.) E.Willm.[1]
- Rosa lutea var. bicolor (Jacq.) Aiton, 1789[1]
- Rosa lutea var. punicea (Mill.) Moench, 1794[1]
- Rosa lutea Mill., 1768[1],[3]
- Rosa punicea Mill., 1768[1],[3]